# Le Triangle de la peur
Pour plus de détails, voir Fiche technique et Distribution.
Le Triangle de la peur (Il triangolo della paura) est un film italien réalisé par Antonio Margheriti, sorti en 1988. Il s'agit de la suite de Nom de code : Oies sauvages (Arcobaleno selvaggio), un autre film de guerre tropical du même réalisateur sorti quatre ans plus tôt.
Le triangle du titre fait référence au triangle d'or.

## Fiche technique
Sauf indication contraire, les informations mentionnées dans cette section peuvent être confirmées par la base de données cinématographiques IMDb,  présente dans la section « Liens externes ».
- Titre italien : Il triangolo della paura
- Titre allemand : Der Commander
- Titre français : Le Triangle de la peur[1]
- Réalisateur : Antonio Margheriti
- Scénario : Arne Elsholtz, Giacomo Furia, Tito Carpi (it)
- Photographie : Peter Baumgartner
- Montage : Marie-Luise Buschke
- Musique : Walter Baumgartner, Eloy
- Décors : Edoardo Margheriti
- Costumes : Maria Schicker, Gesina Seldte
- Trucages : Sonali Chatterjee
- Effets spéciaux : Rene Abadeza
- Producteur : Erwin C. Dietricha
- Sociétés de production : Ascot Film, Prestige Film
- Pays de production :  Italie,  Allemagne de l'Ouest
- Langue de tournage : anglais
- Format : Couleur Fujicolor - 1,66:1 - Son mono - 35 mm
- Durée : 105 minutes
- Genre : Action/guerre
- Dates de sortie :
  - Allemagne de l'Ouest : 29 avril 1988

## Distribution
- Lewis Collins : Major Colby
- Lee Van Cleef : Colonel Mazzarini
- Donald Pleasence : Henry Carlson
- Manfred Lehmann : Madson / Hiccock
- Brett Halsey : McPherson
- Chat Silayan : Ling
- Hans Leutenegger : Gutierrez
- Christian Brückner : Frank Williams
- Frank Glaubrecht : Lennox
- Thomas Danneberg : Gustafson
- Anita Lochner : Mme Mason
- Wolfgang Kühne : Krüger
- Paul Müller : Carbalo
- Bobby Rhodes : Kongo Klaus
- Romano Puppo : Angelo
- Antonio Cantafora : Nick De Carlo
- John Steiner : Duclaud
- David Brass : un soldat de Dong
- Protacio Dee : Gal Dong
- Edoardo Margheriti : Flame
- Mike Monty : Caporal Stone
- Ilse Pagé : la barmaid